# Bremen-Klasse (1904)
Die Bremen-Klasse, manchmal auch als Hamburg-Klasse bezeichnet, war eine Klasse Kleiner Kreuzer der Kaiserlichen Marine, die im Rahmen der Flottengesetze als Ergänzungsbauten entstanden sind. Die zu ihr gehörenden insgesamt sieben Schiffe wurden nach deutschen Städten benannt und begründeten eine bis heute anhaltende Tradition der Namensgebung in der Deutschen Marine.

## Entwurf
Die Bremen-Klasse wurde konstruiert als Amtsentwurf 1901/02 und 1903. Sie war eine evolutionäre Entwicklung mit geringfügig größeren Abmessungen und verstärkter Antriebsleistung aus der vorangegangenen Gazelle-Klasse zur Erhöhung der Geschwindigkeit auf 22 kn. Die auf zehn erhöhte Kesselzahl führte zu einer Konstruktion mit drei Schornsteinen. Die Lübeck erhielt im Unterschied zu den anderen Einheiten, zeitgleich mit einem kleineren Torpedoboot (S 125), als erstes deutsches Kriegsschiff einen Turbinenantrieb.

## Unterschiede
Die beiden nach dem Amtsentwurf 1903 erbauten Schiffe Leipzig und Danzig lassen sich äußerlich von ihren Schwesterschiffen durch die senkrecht stehenden nichtummantelten Schornsteine (ansonsten mit leichtem Fall nach achtern) und den in die Brücke integrierten Fockmast unterscheiden, der bei den älteren Schwesterschiffen vor der Brücke aufgestellt war. Bei der Lübeck wurde während des Umbaus 1916, neben den zwei neu installierten 15-cm-Geschützen, der Fockmast unter Vergrößerung der Brücke in diese integriert. Zusätzlich entfiel der antiquierte Rammbug, welcher durch einen Kreuzersteven (ähnlich den der modernen Kleinen Kreuzern) ersetzt wurde. Die Schornsteine ersetzte man durch vollummantelte senkrecht stehende. Auch die Bremen ist in ähnlicher Form im Jahre 1914 umgebaut worden. Allerdings wurden die Schornsteine nur halbummantelt und der Vorsteven wie bei den Kleinen Kreuzern der Kolberg-Klasse ausgeführt.

## Sonstiges
Die der Bremen-Klasse nachfolgende (erste) Königsberg-Klasse wurde 1903/04 bzw. 1904/1905 entworfen und bestand aus vier Kleinen Kreuzern. Die Schiffsnamen der vier waren wiederum deutsche Städte.
In Dirk van den Booms Roman-Serie Kaiserkrieger gerät der fiktive achte Kreuzer Saarbrücken im Jahr 1914 durch einen mysteriösen Nebel in die Vergangenheit des Römischen Reiches des Jahres 378 n. Chr. Die Besatzung beschließt, dem damaligen Kaiser Gratian bei der Verteidigung des Reiches zu helfen und einige Fehler der Geschichte zu korrigieren.